# Скот Макензи
Скот Макензи (на английски: Scott McKenzie) (10 януари 1939 г. – 18 август 2012 г.) е американски певец и автор на песни, който през 1967 г. записва една от най-разпознаваемите песни през периода на контракултурата от 1960-те години, определена като химн на поколенията – San Francisco (Be Sure to Wear Flowers in Your Hair).
Като член на „Смутис“ Филип Блондхайм приема името Скот Макензи. По-късно, през 1961 г., той е член-основател и записва 3 албума с „Джърнимен“ преди разпадането им през 1964 г. След това кариерата му преминава през различни етапи, като не успява да постигне сериозен търговски успех, въпреки че продажбите на песента San Francisco (Be Sure to Wear Flowers in Your Hair) преминават повече от 7 милиона копия в международен мащаб.
Скот Макензи умира на 18 август 2012 г. в Лос Анджелис на 73-годишна възраст. Той страда от синдрома на Гилен-Баре от 2010 г. до смъртта си.